# Haig Acterian
Haig Garabet Acterian (n. 5 martie 1904, Constanța, România – d. 8 august 1943, capul de pod Kuban⁠(d), RSFS Rusă, URSS) a fost un poet, scriitor, regizor și om de teatru român de origine armeană.

## Biografie
Este primul născut dintre frații Acterian, un faimos regizor din perioada interbelică, fiind fratele lui Arșavir Acterian și al lui Jeni Acterian. A fost coleg cu Mircea Eliade la Liceul Spiru Haret din București și este unul dintre personajele din „Romanul adolescentului miop”.
A debutat cu versuri, semnate cu pseudonimul Mihail, în revista Vlăstarul a Liceului Spiru Haret, editată chiar de viitorul istoric al religiilor, Mircea Eliade. S-a căsătorit cu actrița de dramă Marietta Sadova, de la Teatrului Național din București. Deși era tentat inițial să dea examen de admitere la Conservator și să studieze muzica, se înscrie la Conservatorul de Artă Dramatică la clasa Luciei Sturdza Bulandra, pe care îl absolvă cu brio. Examenul de absolvire l-a reprezentat un rol în piesa lui Adrian Maniu „Meșterul Manole”.

## Regizor, cronicar dramatic, monograf
Acterian, primul regizor cu diplomă din România - după ce a urmat un curs de specializare la Roma, în studiourile Cinecittà - a corespondat cu Edward Gordon Craig, un regizor și teoretician al teatrului modernist englez și unul din părinții teatrului modernist european. A scris mai multe cărți de teatru, precum: „Pretexte pentru o dramaturgie românească” cu o prefață de Edward Gordon Craig (Vremea, 1936), „Gordon Craig și ideea în teatru” (Vremea, 1936), „După un veac de teatru românesc”, (Bucovina, 1937), „Organizarea teatrului” (Bucovina, 1938), „Limitele artei”, (Atelierele Grafice Luceafărul, 1939).
Alături de colegii săi de generație, Mihail Sebastian și Camil Petrescu, cu care împărtășea interesul pentru Craig și teatrul experimental sau de avangardă, a fost unul dintre cei mai prestigioși cronicari teatrali interbelici. Este autorul primei monografii  „Shakespeare” (Ed. Fundațiilor Regale, 1938), scrisă și publicată în limba română.

## Afilieri politice
Scriitorul Mihail Sebastian scrie în Jurnal: „în 1932, Haig era comunist”, calitate în care a colaborat la revista Bluze albastre, principalul săptămânal al Partidului comunist însă, în 1936 a trecut la extrema opusă, posibil, sub influența lui Mihail Polihroniade, devenind membru al Mișcării Legionare.
A deținut funcția de director al Teatrului Național din București în timpul participării la guvernare a legionarilor. După ce armata, la ordinele generalului Antonescu, a spulberat rebeliunea legionară, Acterian a fost întemnițat în penitenciarul de la Lugoj, unde a reușit să finalizeze în anii 1941-1943 cea de-a doua monografie despre Molière, publicată după 1989.
La intervenția soției sale - actrița Marietta Sadova, fostă soție a scriitorului Ion Marin Sadoveanu și membră a mișcării legionare  - pe lângă regele Mihai I, Acterian a fost eliberat din detenție și trimis pe frontul de est, unde a căzut la Kuban, la 8 august 1943. 
După moartea lui, Marietta Sadova nu s-a recăsătorit.

## Opera

### Sub pseudonim
- Mihail, Agonia, 1929, versuri
- Mihail, Urmare, 1936, versuri

### Sub nume propriu
- Haig Acterian, Gordon Craig și ideea în teatru, Ed. Vremea 1936
- Haig Acterian, Pretexte pentru o dramaturgie românească, cu un cuvânt înainte de Gordon E. Craig, București, Ed. Vremea, 1936
- Haig Acterian, După un veac de teatru românesc, Ed. Bucovina, 1937
- Haig Acterian, Shakespeare, București, Ed. Fundațiilor Regale, 1938
- Haig Acterian, Organizarea teatrului, Ed. Bucovina, 1938,
- Haig Acterian, Limitele artei, București, 1939
- Haig Acterian, Cealaltă parte a vieții noastre, Iași, editura Institutul european, 1991
- Haig Acterian, Dragoste și viață în lumea teatrului, Buc., Arta Grafică, 1994
- Haig Acterian, Moliere, editura „Ararat“, 1995
- Haig Acterian, Scrieri despre teatru - publicistică, editura Muzeul Literaturii Române, 1998